# Bruno Waldvogel-Frei
Bruno Waldvogel-Frei (* 1961) ist ein Schweizer evangelisch-reformierter Pfarrer evangelikaler Ausrichtung und Kulturschaffender.

## Leben und Wirken
Waldvogel besuchte das Schulhaus Gräfler in Schaffhausen und von 1977 bis 1984 die Kantonsschule Schaffhausen, die er mit dem Primarlehrerpatent abschloss. 1990 erlangte Waldvogel-Frei das Advanced Film & Television Production Diploma bei Media Production Services in London. Zwischen 1991 und 1995 studierte er Theologie an der Staatsunabhängigen Theologischen Hochschule Basel. Von 1995 bis 1997 absolvierte er den Studiengang zur Befähigung für das Pfarramt und an der Universität Basel. 1998 wurde er von der Evangelisch-reformierten Kirche des Kantons Schaffhausen ordiniert.
Ab 1998 war Waldvogel-Frei als Pfarrer an der Gellertkirche in Basel tätig. Seine Tätigkeit interpretierte er als die eines Missionars. Unter der Leitung mit seinem Pfarrkollegen Roger Rohner wuchs die Gellertkirche zu einer beachtlichen Mitarbeiterkirche mit 450 Freiwilligen und stark besuchten Gottesdiensten. Ihre Arbeitsmethode richtete sich nach drei theologischen Schwerpunkten aus: Missio, Diakonia und Koinonia. Dabei wurden für jeden Schwerpunkt konsequent spezielle Gefässe geschaffen, die in einem Dreikreismodell dargestellt wurden mit den Begriffen Sammeln, Stärken und Senden. In den folgenden Jahren wuchs die Gellertkirche auf etwa «sechzig Hauskreise» an.
Zusammen mit Stefan Mens (Musik) schrieb er das Mittelalter-Musical Basileia, das 2006 anlässlich des 650. Gedenkjahres des Basler Erdbebens uraufgeführt wurde. Ebenfalls im Zusammenhang mit Basileia initiierte Waldvogel den historischen Basler Stadtroman Die Todgeweihte, die der damalige Jungautor Titus Müller nach Ideen des Musicals literarisch umsetzte. Ebenfalls initiiert und mitproduziert von Waldvogel wurde ein Jahr später die Graphic Novel Basileia – das Vermächtnis des Mönchs, die unter der Leitung des Basler Brunnen Verlags mit Roloff (Illustration), Titus Müller und Michael Bregel umgesetzt wurde. 2008 setzte Waldvogel-Frei mit David Bröckelmann und Brigitta Laube sein Stück «Exodus – Wüstentrip zu Gott» als Autor und Regisseur in Szene, das von über 1000 Zuschauern besucht wurde. 2013 rief Waldvogel zusammen mit Beat Rink die erste ökumenische «Nacht des Glaubens» ins Leben, die von über 15'000 Gästen besucht wurde. 2018 initiierte und inszenierte er den ersten ökumenischen Passionsweg in der Teufelsschlucht bei Hägendorf. 2018 eröffnete er in Zusammenarbeit mit dem Förderverein Untergäu und der Arbeitsgruppe Kultur das 1. Open Air Kino Wangen. 2019 fand im Rahmen des Open Air Kinos der erste Open Screen statt, der nichtprofessionellen Filmautoren eine Plattform mit Preisverleihung durch Jury und Publikum bot. 2021 und 2022 inszenierte er die Corona-Passion.
Von November 2015 bis Juli 2022 besetzte Waldvogel das Pfarramt in der Evangelisch-reformierten Kirchgemeinde Olten in Wangen bei Olten. Mit der Gründung von «Lighthouse Olten» machte sich Waldvogel-Frei selbstständig und arbeitet seither als Produzent und Mentor an der Schnittstelle Kunst, Kultur und Kirche. Er ist aktiv im Vorstand von «autillus», dem Verein für Kinder- und Jugendbuchschaffende Schweiz und gehört u. a. auch dem Beirat des christlichen Männermagazins Movo an.

## Familie
Waldvogel-Frei ist verheiratet und hat drei Söhne. Sein jüngster Sohn hat das Down-Syndrom, weshalb sich Waldvogel-Frei auch in diesem Bereich öffentlich engagiert.

## Werke (Auswahl)

### Bücher
- Juhui mir erbed! Schwank in 2 Akten (kann auch in einem Akt gespielt werden). Breuninger, Aarau 1984.
- Casanova + Co. (wisoo s’Guetzli kei Nüssli hät welle sii). Komödie in einem Akt. Breuninger, Aarau 1985.
- mit Contanze Guhr (Illustrationen): Tick, der Wecker. Friedrich Reinhardt, Basel 2001, ISBN 3-7245-1164-7.
- Jeder Tag ein Fenster. Basler Adventsgeschichten. WFB Verlagsgruppe, Bad Schwartau 2005, ISBN 3-930730-41-3.
- Das Lächeln des Dalai Lama … und was dahinter steckt. SCM R. Brockhaus, Witten 2008, ISBN 978-3-417-26253-7.
- Falkenstein. Das Geheimnis des verborgenen Tales. Surepublishing, Hölstein 2021, ISBN 978-3-9525418-1-4.
  - Falkenstein. The Secret of the Hidden Valley. Growth Publisher Law, Bolligen 2015, ISBN 978-3-906235-90-5.
  - Falkenstein. Das Geheimnis des verborgenen Tales
- Falkenstein. Die Verschwörung der Bruderschaft. Surepublishing, Hölstein 2022, ISBN 978-3-9525418-2-1.
  - Falkenstein. The Conspiracy of the Brotherhood. Growth Publisher Law, Bolligen 2015, ISBN 978-3-906235-91-2.

Falkenstein. Kampf um die Stauffermarkt. Surepublishing, Hölstein 2023, ISBN 978-3-9525418-3-8.
- Sol Atér. Das Opfer. Epubli/Lighthouse Arts, Olten 2025, ISBN 978-3-8190-8436-2.

### Musik
- Basileia – das Musical.[21] Musik: Stefan Mens, Text, Libretto: Bruno Waldvogel-Frei; Regie: Gian-Andrea Scarello, Sergio Maurice Vaglio, Prune Lüdi, Monica Quinter, Chris Hess, Manfred Zaminer, Daniel Stüssi, Daniel Chrétien, Thomas Hardegger, Joachim Völpel, Alexander Hohler

### Fernsehen
- 1995: Fascht e Familie: Episode Der erste Preis (Autor)[22]